# Reigneville-Bocage
Reigneville-Bocage település Franciaországban, Manche megyében. Lakosainak száma 38 fő (2022. január 1.). Reigneville-Bocage Hautteville-Bocage, La Bonneville, Orglandes, Rauville-la-Place és Sainte-Colombe községekkel határos.

## Népesség
A település népessége az elmúlt években az alábbi módon változott:
| Lakosok száma | 43   | 37   | 30   | 29   | 37   | 39   | 38   | 39   | 41   | 38   |
|               | 1968 | 1982 | 1990 | 2006 | 2013 | 2015 | 2017 | 2019 | 2020 | 2022 |